# Metronom Theater

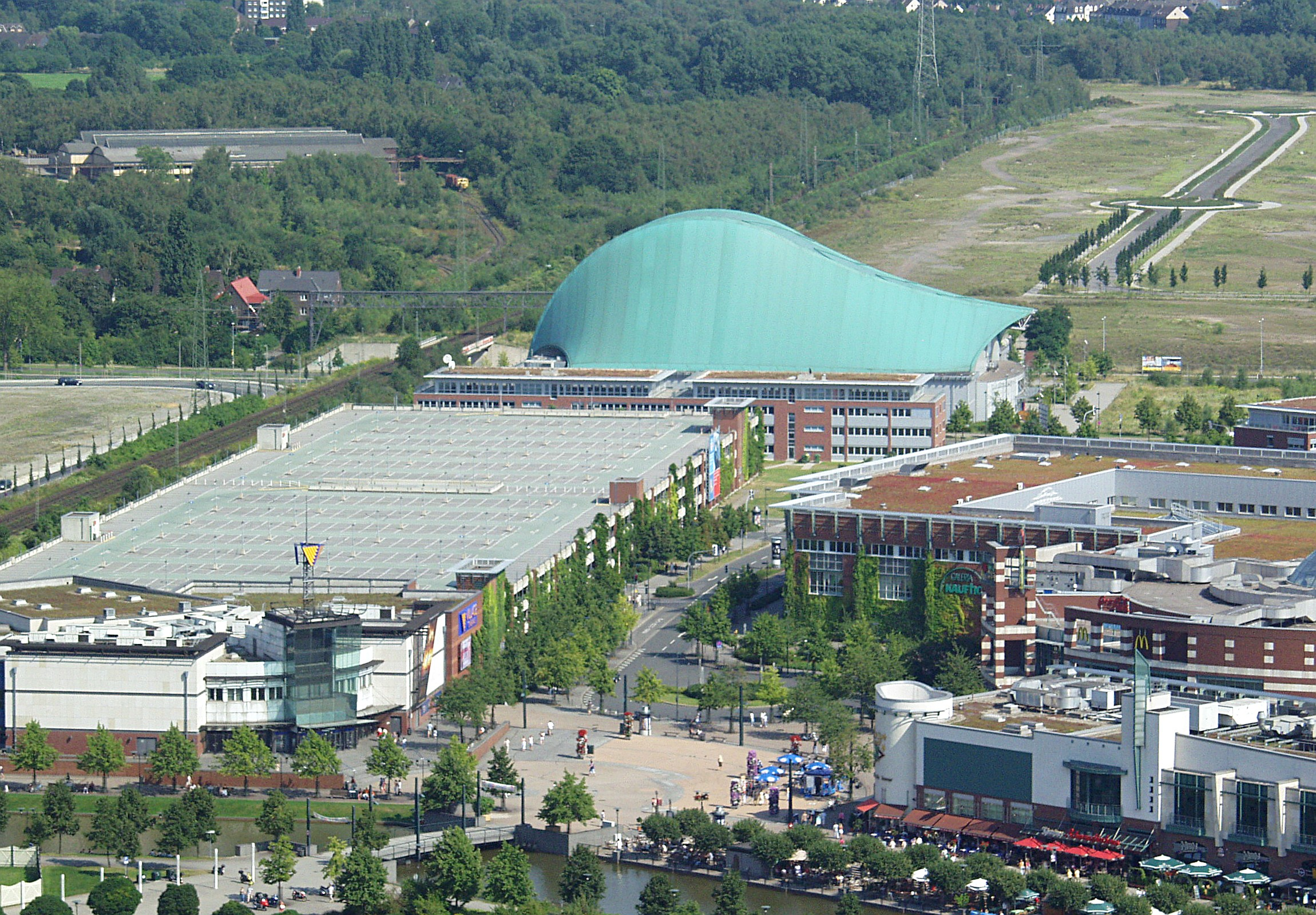
Metronom Theater (Hintergrund Mitte) und CentrO (Vordergrund rechts), August 2004

Das Metronom Theater (zuvor Stage Metronom Theater und TheatrO CentrO) am Westfield CentrO-Einkaufszentrum ist eine Spielstätte für Musicals in der Neuen Mitte Oberhausen. 2005–2024 stand das Theater im Besitz von Stage Entertainment Germany und wurde 2005–2020 von derselben betrieben. Seit März 2024 ist das Theater im Besitz von Semmel Concerts, welche es schließlich renovierten und seit November 2024 mit wechselnden Produktionen betreiben. Im Programm sind Musicals, Shows und Konzerte.

## Geschichte

### 1998 bis 2005: Die Theater-Anfänge
Das Musicaltheater wurde von November 1998 bis September 1999 für 30 Mio. Euro in Form einer Arena gebaut und wurde mit 1.807 Sitzplätzen ausgestattet.
Das auffällige Dach ist einem Drachenkopf nachempfunden. Entworfen wurde die Spielstätte für das Musical Tabaluga & Lilli von Peter Maffay, das langfristig aufgeführt werden sollte. Uraufführung war am 24. September 1999. Trotz einer Überarbeitung Anfang 2001 fiel der Vorhang am 30. Juni 2001.
Am 23. November 2001 fand die Uraufführung des Musicals Vom Geist der Weihnacht statt. Die Musik stammt vom deutschen Komponisten Dirk Michael Steffan; die Geschichte basiert auf Charles Dickens’ Erzählung A Christmas Carol. Das Stück wurde bis 30. Dezember 2001 gespielt.
Vom 4. April bis 30. Juni 2002 und 16. September bis 31. Dezember 2002 wurde das Musical FMA Falco meets Amadeus gespielt, ebenso wie die Erstproduktion Tabaluga jedoch nur mit mäßigem Besucherzuspruch.

Frontansicht Metronom Theater, Juni 2014

### 2005 bis 2020: Betrieb durch Stage Entertainment
Zum 1. August 2005 wurde das Theater von der Stage Entertainment Germany übernommen, innerhalb von 14 Wochen für rund 20 Mio. Euro aufwändig umgebaut, was eine Umgestaltung des Foyers, des Theatersaals – es wurden neue und zusätzliche Sitze installiert, sodass die Anzahl der Sitzplätze auf 1830 stieg –, des Backstagebereichs sowie eine Installation eines Stage Clubs und einer neu gestalteten Kasse beinhaltete. Nach einer öffentlichen Suche nach einem neuen Namen für das ehemalige TheatrO wurde es in Stage Metronom Theater. Das Theater am CentrO umbenannt.
Mit Disneys Die Schöne und das Biest begann 2005 der En-suite-Spielbetrieb (bedeutet: 1 Produktion spielt 8 Mal die Woche für meist 1 Jahr Laufzeit) für das Stage Metronom Theater unter Stage Entertainment Germany.
Mit dem zehnjährigen Jubiläum von Stage Entertainment Germany am Standort Oberhausen begannen im Juni 2015 nach einer zweijährigen Planungsphase umfassende Renovierungsarbeiten an der Dachkonstruktion. Die alte grüne Dachmembran wurde dabei durch eine silberne Membran zwecks eines ausgeklügelten Lichtdesigns ersetzt.
Am 29. Oktober 2019 wurde bekannt gegeben, dass nach Ende der Spielzeit von Tanz der Vampire im März 2020 keine weiteren Produktionen mehr im Stage Metronom Theater aufgeführt werden. Als Grund gab der seinerzeitige Eigentümer, Stage Entertainment Germany, an, dass einzig die Musicals Disneys Tarzan (2016–2018) und Tanz der Vampire (2008–2010, 2019–2020) Gewinne abgeworfen hätten, man in NRW mir einer der dichtesten Theater-Kultur konkurriere und man sich nunmehr auf die „starken Kernmärkte“ (Hamburg, Berlin und Stuttgart) in Deutschland konzentrieren wolle. Alle weiteren im Theater dargebotenen Produktionen hätten weniger als die Produktionskosten eingeworfen.
Mitarbeitende des Theaters organisierten ab Bekanntgabe der Schließung Protestaktionen, um die Aufmerksamkeit von Publikum und Presse auf die Situation zu lenken und Stage Entertainment Germany zu einem Bleiben in Oberhausen bzw. später zu fairen Abfindungen zu bewegen. Die Ankündigung der Schließung des Stage Metronom Theaters löste eine Welle der Aufruhr in der Musical- und Theaterszene aus. Unter anderem reagierte Musicalstar und DSDS-Gewinner Alexander Klaws mit Unverständnis. Auch Musicalblogger wie beispielsweise die Instagram-Seite musical.werkstatt zeigten virtuell Solidarität mit dem Metronom Theater und Oberhausen als Musical-Standort. Mehr-BB Entertainment (heute ATG Entertainment) unterbreitete 2020 ein Kaufangebot für das Theater, das aber nicht auf Interesse stieß.
Infolge der Corona-Pandemie konnten die letzten Aufführungen von Tanz der Vampire nicht mehr aufgeführt werden und das Theater wurde frühzeitig geschlossen.

### 2020 bis 2024: Theater41⁄2Jahre geschlossen
Nach der Vorstellung am 12. März 2020 wurde das Stage Metronom Theater aufgrund der örtlichen Maßnahmen infolge der Corona-Pandemie frühzeitig geschlossen; alle übrigen Veranstaltungen wurden ersatzlos abgesagt.
Die Zukunft des Theaters war daraufhin lange ungewiss, da über die weitere Nutzung des Veranstaltungsorts ein Interessenskonflikt zwischen Stadt und Eigentümer entstand. Verschiedentlich wurde bereits von dem Theater als einen Lost Place gesprochen. Der seinerzeitige Theatereigentümer, Stage Entertainment Germany, habe einem möglichen Käufer die Nutzung für Live-Entertainment untersagen wollen, während die Stadt Oberhausen das Theater weiterhin als lukrativen Ort für Live-Unterhaltungen ansah. Zwischenzeitlich habe das Unternehmen auch einen Abriss des Theaters in Erwägung gezogen, um das bloße Grundstück dann leer verkaufen zu können; die Stadt lehnte dies jedoch ab. Im August 2022 wurde schließlich ein Plakat für einen möglichen Verkauf am Theater angebracht.
Im November 2022 wurde bekannt, dass die Stadt Oberhausen mithilfe eines rechtlichen Kniffs sichern wolle, dass das Grundstück des Stage Metronom Theaters nur für Live-Entertainment genutzt werden dürfe. Grund hierfür sei, dass der Ort seinerzeit dafür angedacht wurde und man verhindern wolle, dass ein neuer Käufer das Theater abreißen und dort Firmengebäude errichten könnte.

### Ab 2024: Neuanfang mit Semmel Concerts / Limelight Live Entertainment
Im März 2024 wurde bekannt, dass Semmel Concerts das Stage Metronom Theater von Stage Entertainment Germany übernommen hat. Die Stadt Oberhausen habe als Vermittlungsinstanz zu Stage Entertainment Germany deutlich zu diesem erfolgreichen Verkauf beigetragen. Am 27. März 2024 erfolgte die offizielle Schlüsselübergabe von Stage Entertainment Germany an Semmel Concerts.
In der Folgezeit wurde das Metronom Theater und dessen Technik aufwendig umgebaut und renoviert. Stage Entertainment Germany habe dem neuen Eigentümer, Semmel Concerts, vertraglich untersagt, dass Produktionen in diesem Haus länger als 8 Wochen spielen dürften. Damit bleibt dem Metronom Theater unter neuer Leitung von Semmel Concerts vorläufig ein En-suite-Spielbetrieb verwehrt. Daher entschied sich Semmel Concerts für einen wechselnden Spielplan im neuen Metronom Theater Oberhausen.
Am 29. November 2024 ertönte der Startschuss für eine neue Theater-Ära mit der Vorpremiere von Der Geist der Weihnacht. Das Musical feierte dort unter dem Namen Vom Geist der Weihnacht bereits im Jahr 2001 seine Uraufführung. Weitere Produktionen im Metronom Theater folgten seither. Hauptmieter des Metronom Theaters ist der Veranstalter Limelight Live Entertainment, eine Tochterfirma von Semmel Concerts und Ralf Kokemüller.
Im Februar 2025 wurde bekannt, dass Semmel Concerts sein Interesse an der Freifläche vor dem Metronom Theater bei der Stadt Oberhausen angemeldet hat. Ziel sei es, das Nachbargrundstück gegenüber dem Metronom Theater optisch aufzuwerten, um damit auch dem Theater selbst mehr Strahlkraft zu verleihen. Man wolle gleichsam verhindern, dass sich Supermärkte oder ähnliches dort ansiedeln und daher den Blick auf das Theater versperren würden.

## Musicals und Shows
Von September 1999 bis März 2020 wurden diese Musicals und Shows aufgeführt:
| Beginn             | Ende               | Musical                          | Genre           | Veranstalter            | Anmerkungen         |
| ------------------ | ------------------ | -------------------------------- | --------------- | ----------------------- | ------------------- |
| 24. September 1999 | 30. Juni 2001      | Tabaluga & Lilli                 | Musical         |                         |                     |
| 23. November 2001  | 30. Dezember 2001  | Vom Geist der Weihnacht          | Musical         | Weltpremiere            |                     |
| 04. April 2002     | 30. Juni 2002      | Falco meets Amadeus              | Jukebox-Musical |                         |                     |
| 16. September 2002 | 31. Dezember 2002  | Falco meets Amadeus              | Jukebox-Musical | Wiederaufnahme          |                     |
| 14. November 2003  | 30. Dezember 2003  | Vom Geist der Weihnacht          | Musical         | Wiederaufnahme          |                     |
| 23. September 2004 | 27. Februar 2005   | Blue Balance                     | Show            | GOP Entertainment Group | Weltpremiere        |
| 18. Dezember 2005  | 28. Januar 2007    | Die Schöne und das Biest         | Musical         | Stage Entertainment     |                     |
| 11. März 2007      | 04. Oktober 2008   | Blue Man Group                   | Show            | Stage Entertainment     |                     |
| 07. November 2008  | 31. Januar 2010    | Tanz der Vampire                 | Musical         | Stage Entertainment     |                     |
| 08. März 2010      | 02. September 2011 | Wicked – Die Hexen von Oz        | Musical         | Stage Entertainment     |                     |
| 19. Oktober 2011   | 08. Oktober 2012   | Dirty Dancing                    | Show            | Stage Entertainment     |                     |
| 05. Dezember 2012  | 24. Oktober 2013   | Ich war noch niemals in New York | Jukebox-Musical | Stage Entertainment     |                     |
| 03. Dezember 2013  | 12. Februar 2015   | Sister Act                       | Musical         | Stage Entertainment     |                     |
| 05. März 2015      | 02. Oktober 2015   | Mamma Mia!                       | Jukebox-Musical | Stage Entertainment     |                     |
| 12. November 2015  | 04. September 2016 | Das Phantom der Oper             | Musical         | Stage Entertainment     |                     |
| 06. November 2016  | 23. September 2018 | Tarzan                           | Musical         | Stage Entertainment     |                     |
| 08. November 2018  | 19. September 2019 | Bat Out of Hell                  | Musical         | Stage Entertainment     | Deutschlandpremiere |
| 10. Oktober 2019   | 12. März 2020      | Tanz der Vampire                 | Musical         | Stage Entertainment     | Wiederaufnahme      |

Seit November 2024 wurden diese Musicals und Shows aufgeführt (Produktionen mit einer Spielzeit von mindestens zehn Tagen):
| Beginn            | Ende              | Musical                                          | Genre   | Veranstalter                  | Anmerkungen    |
| ----------------- | ----------------- | ------------------------------------------------ | ------- | ----------------------------- | -------------- |
| 29. November 2024 | 29. Dezember 2024 | Der Geist der Weihnacht                          | Musical | Semmel Concerts Entertainment | Wiederaufnahme |
| 02. Januar 2025   | 12. Januar 2025   | Die Zauberflöte – Das Musical                    | Musical | Semmel Concerts Entertainment |                |
| 23. Januar 2025   | 02. Februar 2025  | The World of Hans Zimmer – An Immersive Symphony | Show    | Semmel Concerts Entertainment |                |
| 04. Februar 2025  | 02. März 2025     | Elisabeth                                        | Musical | Semmel Concerts Entertainment |                |
| 04. März 2025     | 16. März 2025     | Stomp                                            | Show    | Semmel Concerts Entertainment |                |
| 25. März 2025     | 06. April 2025    | Grease                                           | Musical | Semmel Concerts Entertainment |                |
| 15. April 2025    | 11. Mai 2025      | Elisabeth                                        | Musical | Semmel Concerts Entertainment |                |